# Xã Union, Quận Nodaway, Missouri
Xã Union (tiếng Anh: Union Township) là một xã thuộc quận Nodaway, tiểu bang Missouri, Hoa Kỳ. Năm 2010, dân số của xã này là 476 người.